# IBM PC 3270
L' IBM 3270 PC (Tipus 5271), introduït l'octubre de 1983, era un IBM PC XT que incloïa una targeta síncrona i un programa emulador necessari en el moment del seu llançament per poder emular un terminal tipus IBM 3270. D'aquesta manera, el PC 3270 es podia utilitzar tant com a ordinador normal d'un sol usuari com a terminal en el sistema de terminal/host El 3270 AT (tipus 5281) també estava disponible. Correspon al 3270 PC, però basat en l'IBM PC AT en lloc del PC XT com a model bàsic. Per obtenir una explicació de les diferències tècniques entre els dos dispositius, vegeu IBM PC AT.

## Sistema terminal/host
Abans que el sistema client-servidor pogués prevaler, la relació host-terminal era el principi de treball dominant en el processament de dades. Un ordinador central car i potent (host, mainframe) donava servei a diversos terminals. Aquests terminals eren purs dispositius d'entrada/sortida sense emmagatzematge propi ni capacitat de càlcul. La capacitat d'emmagatzematge i el temps de càlcul eren proporcionats per l'ordinador central mitjançant el procés de temps compartit.

## Tecnologia
Les targetes addicionals ocupaven gairebé tot l'espai de l'ordinador que estava destinat a l'expansió. Incloïa una extensió de targeta gràfica programable de diverses parts feta de components TTL. Per tal de complir els requisits gràfics més alts d'un 3270, es va instal·lar una targeta gràfica compatible amb CGA amb una resolució una mica més alta. Una altra targeta d'expansió va interceptar els senyals del teclat PC/3270 subministrats, va processar els codis de tecla 3270 i va passar els codis de tecla de l'ordinador al connector normal del teclat. Una altra targeta connectada, que proporcionava una interfície sèrie compatible amb 3270 amb un connector BNC, proporcionava la connexió a l'ordinador amfitrió, normalment un mainframe IBM.

## Models[4]
- 3270 PC (tipus 5271) - 3270 PC original
- 3270 PC/G (Tipus 527?) - 3270 PC ordinador amb gràfics millorats i suport de ratolí
- 3270 PC/GX (tipus 527?) - 3270 PC/G amb un altre monitor en color o monocrom
- 3270 AT (tipus 5281): el mateix que el 3270 PC però basat en l'IBM PC AT
- 3270 AT/G (tipus 528? ) – Correspon al 3270 PC/G, però basat en l'IBM PC AT
- 3270 AT/GX (tipus 528? ) – Correspon al 3270 PC/GX, però basat en l'IBM PC AT